# Combera
Combera és un gènere de plantes de flors pertanyent a la subfamilia Petunioideae, inclosa en la família de les solanàcies (Solanaceae).

## Taxonomia
Comprèn dues espècies:
- Combera minima
- Combera paradoxa